# Karol Józef Sedlnicki
Karol Józef Hiacynt Sedlnicki herbu Odrowąż (ur. 13 czerwca 1703 w Opawicy w Czechach, zm. 8 stycznia 1761 w Konstantynowie) – podskarbi wielki koronny od 1745, podskarbi nadworny koronny od 1736, wojewoda podlaski od 1739, podkoniuszy litewski w 1731 roku, starosta mielnicki w latach 1732–1738, starosta dzierzgoński (kiszporski).

## Życiorys
Wywodził się z morawsko-śląskiego rodu Sedlnickich. Był synem Karola Juliusza Sedlnickiego (Sedlnitzky) (1655–1731) i Marii Kazimiery z Pieniążków. Jego ojciec był hrabią Świętego Cesarstwa Rzymskiego, administratorem domen kameralnych, w latach 1697–1699 był posłem cesarskim w Rzeczypospolitej.
Wychowywał się w rezydencji matki w Witulinie na Podlasiu. W 1725 roku ożenił się z Konstancją z Branickich. W 1730 i 1732 roku był wybrany posłem na sejm. Poseł ziemi mielnickiej na sejm konwokacyjny 1733 roku. Był członkiem konfederacji generalnej zawiązanej 27 kwietnia 1733 roku na tym sejmie. Popierał kandydaturę Fryderyka Augusta przeciwko Stanisławowi Leszczyńskiemu. Jako deputat podpisał pacta conventa Augusta III Sasa. Mianowany marszałkiem dworu królowej Marii Józefy i generalnym administratorem jej skarbu. Przed obradami sejmu w 1746 roku przygotował Punkta od skarbu kor. Rzeczypospolitej podane, dotyczące finansowania aukcji wojska.
W 1738 roku został kawalerem Orderu Orła Białego.